# 自刎
自刎，或稱自剄、伏劍，是一種自殺的方法，指自殺者用利器割頸部，切斷頸大動脈或咽喉（或兩者同時）以致大量失血或因血液阻塞氣管及肺部導致窒息而死亡。一般自殺者會用這種方式增進死亡速度。

## 歷史事例
- 春秋战国时期伍子胥
- 春秋战国时期文種
- 秦朝扶苏、胡亥
- 楚漢相爭時「三秦王」（章邯、董翳、司馬欣）
- 楚漢相爭時项羽、虞姬
- 汉时田横、贯高
- 三國時蜀漢姜維
- 明朝傅友德
- 明朝李卓吾